# Абдель Азіз аль-Рантісі
Абдель Азіз ар-Рантісі (араб. عبد العزيز الرنتيسي; 23 жовтня 1947 – 17 квітня 2004) був палестинським політичним діячем і співзасновником ХАМАС разом із шейхом Ахмедом Ясіном у 1987 році. Він обіймав посаду голови Ради Шури ХАМАС з моменту вбивства засновника ХАМАС Ахмеда Ясіна 22 березня 2004 року до власного вбивства у квітні 2004 року, а також був першим заступником голови Ради Шури ХАМАС з грудня 1987 року до березня 2004 року.
Рантісі народився в Ібеліні, Британський мандат Палестина у 1947 році. Під час арабо-ізраїльської війни 1948 року його сім’я втекла або була вигнана сіоністськими ополченнями до Сектор Гази. У 1956 році, коли йому було дев’ять років, ізраїльські солдати вбили його дядька на його очах у Хан-Юніс, що, за його словами, справило на нього величезний вплив на все життя. Він вивчав педіатрію та генетику в Александрійському університеті в Єгипті, закінчивши його з відзнакою; під час навчання він став членом Братів-мусульман. У 1976 році повернувся до Гази, де викладав паразитологію та генетику в Ісламському університеті Гази.
Під час Першої інтифади проти ізраїльської окупації у 1988 році він став популярним організатором і лідером, чиї зусилля сприяли створенню ХАМАС. Після вбивства духовного лідера ХАМАС шейха Ахмеда Ясіна ізраїльськими силами у березні 2004 року Рантісі став політичним лідером і речником ХАМАС у Секторі Гази. Рантісі виступав проти компромісів з Ізраїлем і закликав до створення палестинської держави (включаючи всю територію Ізраїлю) шляхом збройної боротьби проти Ізраїлю.
17 квітня 2004 року Ізраїльські повітряні сили вбили ар-Рантісі, випустивши ракети Hellfire з гелікоптера AH-64 Apache по його автомобілю.

## Ранні роки та освіта
Рантісі народився в Ібеліні, поблизу Рамли в Британському мандаті Палестина 23 жовтня 1947 року. Під час арабо-ізраїльської війни 1948 року його сім’я втекла або була вигнана сіоністськими ополченнями до Сектор Гази. У 1956 році, коли йому було вісім чи дев’ять років, він став свідком різанини в Хан-Юніс, під час якої ізраїльські солдати вбили сотні палестинців у Сектор Гази. Під час цієї різанини, як згадував ар-Рантісі в розмові з Джо Сакко, ізраїльські солдати вбили його дядька на його очах — цей факт, за його словами, мав вирішальний вплив на його подальше життя. Він вивчав педіатрію та генетику в Єгипті, в Александрійському університеті, закінчивши його з відзнакою. Він був сертифікованим лікарем. Під час перебування в Єгипті він став переконаним членом  Братів-мусульман. У 1976 році Рантісі повернувся до Гази, де викладав паразитологію та генетику в Ісламському університеті.

## Історія з ХАМАС
У 1987 році четверо палестинських цивільних із табору біженців Джабалія загинули внаслідок дорожньої аварії за участю ізраїльських поселенців і солдатів. Рантісі разом із шейхом Ахмедом Ясіном і Салах Шехаде, серед інших, закликали людей протестувати проти окупації після молитов у мечетях. Це стало початком Першої інтифади, яка тривала п’ять років. Рантісі став популярним організатором і лідером, чиї зусилля сприяли створенню ХАМАС.
У грудні 1992 року Рантісі був депортований до південного Лівану в рамках вигнання 416 активістів ХАМАС і Палестинського ісламського джихаду, де він став головним речником депортованих.
8 червня 2003 року він керував атакою ХАМАС, у якій загинули четверо ізраїльських солдатів на пункті пропуску Ерез у Секторі Гази. 10 червня 2003 року Рантісі пережив ізраїльський вертолітний напад на автомобіль, у якому він їхав. Він отримав легкі поранення, тоді як один із його охоронців і цивільна особа загинули, а щонайменше 25 осіб отримали поранення. Перебуваючи в лікарні Аш-Шифа, Рантісі, за повідомленнями, погрожував, що "жоден єврей у Палестині не буде в безпеці" і закликав "убивати ізраїльських політичних лідерів, адже всі вони вбивці".
23 березня 2004 року Рантісі був призначений лідером ХАМАС у Секторі Гази після вбивства Ахмеда Ясіна ізраїльськими силами. 27 березня 2004 року він виступив перед 5000 прихильників у Газі. Він оголосив тодішнього президента США Джорджа Буша "ворогом мусульман" і заявив, що "Америка оголосила війну Богу. Шарон оголосив війну Богу, і Бог оголосив війну Америці, Бушу та Шарону. Війна Бога триває проти них, і я бачу перемогу, що наближається з землі Палестини рукою ХАМАС".

## Вбивство
17 квітня 2004 року Рантісі був убитий ізраїльськими повітряними силами, коли вони випустили ракети Hellfire з гелікоптера AH-64 Apache по його автомобілю. У нападі також загинули його охоронець (Акрем Насар) і 27-річний син Мохаммед, а четверо перехожих отримали поранення. Ізраїльське армійське радіо заявило, що це була перша можливість націлитися на Рантісі без значних супутніх втрат після того, як він очолив ХАМАС, стверджуючи, що він оточував себе живими щитами після вбивства Ясіна.

### Реакція
Речник МЗС Ізраїлю Джонатан Пелед заявив:
"Ізраїль... сьогодні завдав удару по організатору тероризму, чиї руки в крові. Поки Палестинська національна адміністрація не ворухне пальцем і не боротиметься з тероризмом, Ізраїль змушений робити це самостійно."
Міністр закордонних справ Великобританії Джек Стро засудив цю дію:
"Британський уряд неодноразово заявляв, що так звані 'цільові вбивства' такого роду є незаконними, невиправданими та контрпродуктивними."

## Особисте життя
Рантісі був одружений з Джаміля Абдалла Таха аш-Шанті, яка була обрана до Палестинської законодавчої ради у 2006 році і сама була вбита у 2023 році; у них було шестеро дітей.

## Твори
Політичні статті та поезія ар-Рантісі широко публікувалися в арабських газетах і на його особистому вебсайті.
Серед його книг — Спогади мученика доктора Абделя Азіза ар-Рантісі, зібрані Амером Шамахом, які дають уявлення про його особисті переживання, ідеологічні переконання та події, що сформували його роль у палестинському опорі.

## Спадщина
Педіатрична лікарня ар-Рантісі в місті Газа названа на його честь. Вона надавала лікування хворим на рак і ниркову недостатність.

## Зовнішні посилання
- Що наказує лікар – Інтерв’ю з Амірою Хасс [Архівовано 1 жовтня 2007 у Wayback Machine.] (Haaretz)